# Galopera

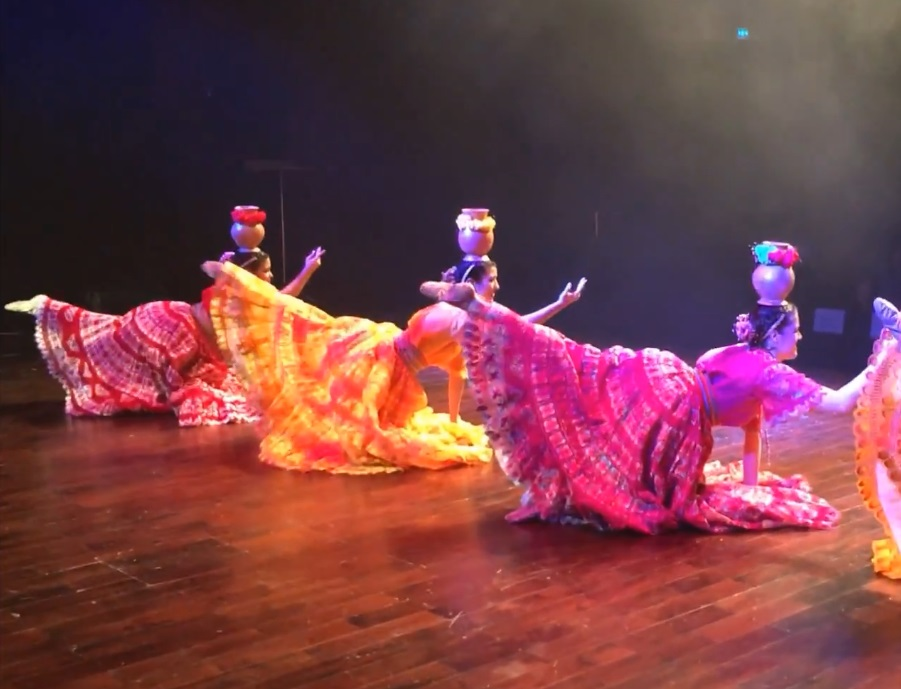
Tanzende Galoperas

Galopera, manchmal auch mit dem dazu gehörenden Artikel als La Galopera bzw. in der portugiesischen Schreibweise als Galopeira bezeichnet, ist eines der populärsten Volkslieder in Paraguay. Es widmet sich dem traditionellen Tanz in dem von Argentinien, Bolivien und Brasilien umgebenen Land, der ebenfalls als Galopera bzw. Galopa bezeichnet wird und sich vom deutschen Wort Galopp ableitet. Als Galopera bzw. plural als Galoperas werden auch die Tänzerinnen bezeichnet, die den Tanz praktizieren. Der Musikstil ist eng mit der Polka verwandt.

## Geschichte
Das Lied wurde 1958 von Mauricio Cardozo Ocampo verfasst und im selben Jahr von Los Paraguayos aufgenommen. Bereits 1957 hatte der italienische Sänger Natalino Otto (1912–1969) ein gleichnamiges Lied in italienischer Sprache aufgenommen, das aber mit dem hier behandelten Lied nicht identisch ist.

## Coverversionen
Neben einer Reihe von Bands und Einzelinterpreten aus Lateinamerika, die das Lied in der spanischen Originalversion aufnahmen (darunter 1964 das mexikanische Trio Los Panchos), gab es bald auch andere Sprachversionen, wie zum Beispiel bereits 1959 von Lys Assia auf Deutsch unter dem Titel Caballero.